# Stazione di Trapani
La stazione di Trapani è lo scalo ferroviario principale delle Ferrovie dello Stato a servizio della città siciliana di Trapani.

## Storia

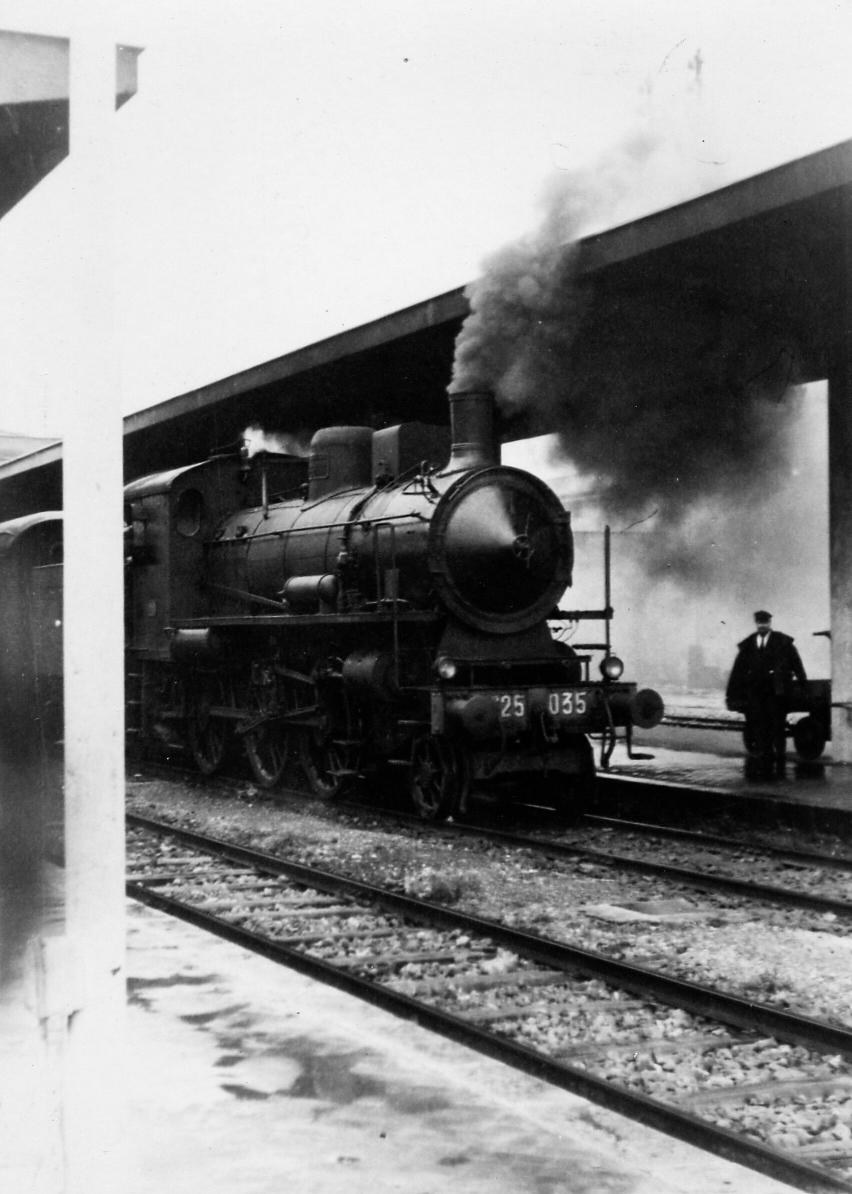
L'interno della stazione nel 1960

La stazione venne costruita dalla Ferrovia Sicula Occidentale nell'ambito del progetto di collegamento ferroviario tra la città e il capoluogo regionale Palermo. La sua inaugurazione risale al luglio 1880 quando si inaugurò anche il tratto di ferrovia a sud della stazione collegante Trapani a Castelvetrano. 
La linea era stata aperta a tratte a partire dal 1º giugno 1880 con il primo tratto dalla Stazione di Palermo Lolli a Partinico. Nel marzo del 1881 era collegato Partinico con Castellammare del Golfo e infine il 5 giugno 1881 il tratto trasversale Castellammare-Castelvetrano.
Era in progetto la linea Salemi-Trapani un prolungamento previsto della Salemi-Kaggera, ma non fu mai realizzato.
La linea risultante era di ben 194,314 km. (via Castevetrano) che risultavano abbastanza disagevoli da percorrere; chi doveva andare da Trapani a Palermo di fatto doveva allontanarsene, percorrere tutto il lato sud dell'isola fino a Castelvetrano, per poi finalmente puntare su Palermo. La stazione venne costruita nel cuore del centro urbano ma passante anche in vista di una nuova ferrovia più diretta verso nord. La linea più breve, via Milo e Calatafimi (di 125,17 km), venne tuttavia inaugurata molto tempo dopo, il 15 settembre 1937 quando venne aperto all'esercizio il tratto di 47 km originante dalla stazione di Alcamo Diramazione.
Nel 2013 la stazione è stata oggetto di una ristrutturazione del fascio binari che è stato ridotto eliminando tutti i binari oltre il 5° e il 1°; il 2°, 3° e 4° rimasti sono stati ri-denominati 1° 2° e 3° dal 23 dicembre 2013.
Il commissario Francesco Messineo, ha chiesto al Presidente della Regione, un finanziamento di 700.000€ per la ristrutturazione.
Sempre nel 2013 la ferrovia Palermo-Trapani (via Milo) è stata chiusa a causa di una frana e da quell'anno è restata in funzione la via più lunga passante da Castelvetrano.
Nel 2025 è prevista la fine dei lavori di ristrutturazione della linea Palermo-Trapani (via Milo) e nel 2026 il termine dei lavori di elettrificazione della medesima linea.

## Servizi
- Biglietteria
- Biglietteria automatica
- Servizi igienici
- Sala d'attesa
- Accessibilità per portatori di disabilità
- Posto di Polizia Ferroviaria
- Bar
- Edicola

## Interscambi
- Interscambio autolinee urbane e taxi
- Parcheggio di scambio